# Under The Pole
Les expéditions Under The Pole ont été créées en 2008 par Ghislain Bardout et Emmanuelle Périé-Bardout. Les expéditions ont pour objectif d’explorer les océans et en particulier la zone mésophotique sous tous les gradiants de latitude.
Under The Pole allie recherche scientifique, innovation et sensibilisation et est reconnu à l’international pour son expertise, étant notamment sous le patronage des Nations-Unies pour la décennie 2021-2030.

## Historique
Les expéditions Under The Pole sont créées en 2008 par Ghislain Bardout et Emmanuelle Périé-Bardout. A l'origine spécialisées dans l’exploration polaire sous-marine, elles se diversifient ensuite dans les expéditions scientifique sous-marines dans tous les océans du globe.
Elles sont basées depuis 2011 sur le port de Concarneau dans les locaux du navigateur Roland Jourdain, la base Explore,.
La première expédition, UTP I - DeepSea Under The Pole by Rolex, s’est déroulée en 2010 dans le cercle polaire Arctique, en avançant en ski et pulka vers le pôle Nord géographique et en réalisant plusieurs plongées sous la banquise. L’expédition est soutenu par un grand sponsor, « Rolex », et ramène des images inédites de la face cachée de cet océan.

En 2014, la deuxième expédition (Under The Pole II · Discovery Greenland) prend le départ vers le Groenland pour 21 mois d’exploration. À bord d’un voilier, le WHY, ils retournent vers la banquise et les icebergs, et observent à 8 reprises le requin du Groenland. Pour la première fois sur une expédition Under The Pole, les plongeurs sont équipés de circuits fermés dits « recycleurs » qui leur permettent des immersions plus longues que les circuits ouverts, et d’aller à des profondeurs jamais atteintes en scaphandre autonome en Arctique, avec notamment la première plongée à 100m sous la banquise,.
A bord du WHY pris dans la glace, l’équipe passe l’hiver dans un fjord du Groenland tout en enchaînant les plongées et les protocoles scientifiques, ainsi que la recherche médicale.
À partir de 2014 également, l’expédition est placée sous le haut patronage  du ministère de l’éducation nationale, de l’enseignement supérieur et de la recherche.
De 2017 à 2021 a lieu le programme d’expéditions Under The Pole III, se déroulant de l’Arctique à la Polynésie Française, et composé de différentes expéditions toutes basées sur le WHY ; Passage du Nord-Ouest, DEEPHOPE I & II et enfin le programme CAPSULE, ce dernier remettant à l’ordre du jour l’habitat sous-marin. Durant ce programme, l’équipe d’Under The Pole réalise dans la Capsule une quinzaine d’immersions de 3 jours consécutifs. Durant les phases du programme antérieurs à CAPSULE sont documentés et étudiés la bioluminescence dans l’océan Arctique ainsi que les récifs coraliens mésophotiques en Polynésie,.
À la suite de UTP III, Ghislain et Emmanuelle Bardout annoncent le programme Under The Pole IV · DEEPLIFE · 2021-2030. Imaginé pour une durée de 10 ans, ce programme d’expéditions a dans un premier temps pour objectif d’aller explorer, documenter et étudier avec des scientifiques les forêts animales marines des zones mésophotiques sous toutes les latitudes du monde, qu’elles soient polaire, tempérées ou tropicales. Suivant ce plan, les trois premières expéditions de DeepLife ont respectivement eu lieu au Svalbard, aux Canaries et en Guadeloupe.

## Liste des expéditions

### Under The Pole I - Deepsea by Rolex (2010)
Deepsea Under The Pole est imaginé par Ghislain Bardout, à la suite d'une première expérience de plongée au pôle Nord, au sein de l’équipe de Jean-Louis Étienne. Après une série d’entraînement dans les Alpes, sur le lac de Tignes, puis en Finlande dans le golfe de Botnie, ils partent le 26 mars 2010 pour le pôle Nord. Avec comme objectif de rallier le Canada, les huit équipiers en skis pulkas et un chien husky progressent sur la banquise pendant 45 jours. Tout au long de ce périple ils réalisent 51 plongées dans des conditions extrêmes (température extérieure ressentie de -50 à -30 C° et température de l’eau à -1,8 C°). Ils ramènent ainsi au grand public des images incroyables de la face cachée de la banquise. Les conditions exécrables de la banquise, cette année-là, les contraignent à interrompre l’expédition avant l’heure.
Deux programmes scientifiques traitant d’une part de la « neige et glace » et d’autre part de la « physiologie des plongeurs » sont réalisés sur place. Chaque jour des mesures d’épaisseur de neige, de glace et de températures sont réalisées. Lors des plongées, la température interne des plongeurs est suivie à l’aide d’une pilule qu’ils ingèrent quelques heures avant l’immersion.
Lors de cette expédition, 60 heures de rush et 20 000 photos sont réalisées. À leur retour est diffusé un film « On a marché sous le pôle » et un livre du même nom qui retracent l’expédition.

### Under The Pole II – Discovery Greenland (2014-2015)

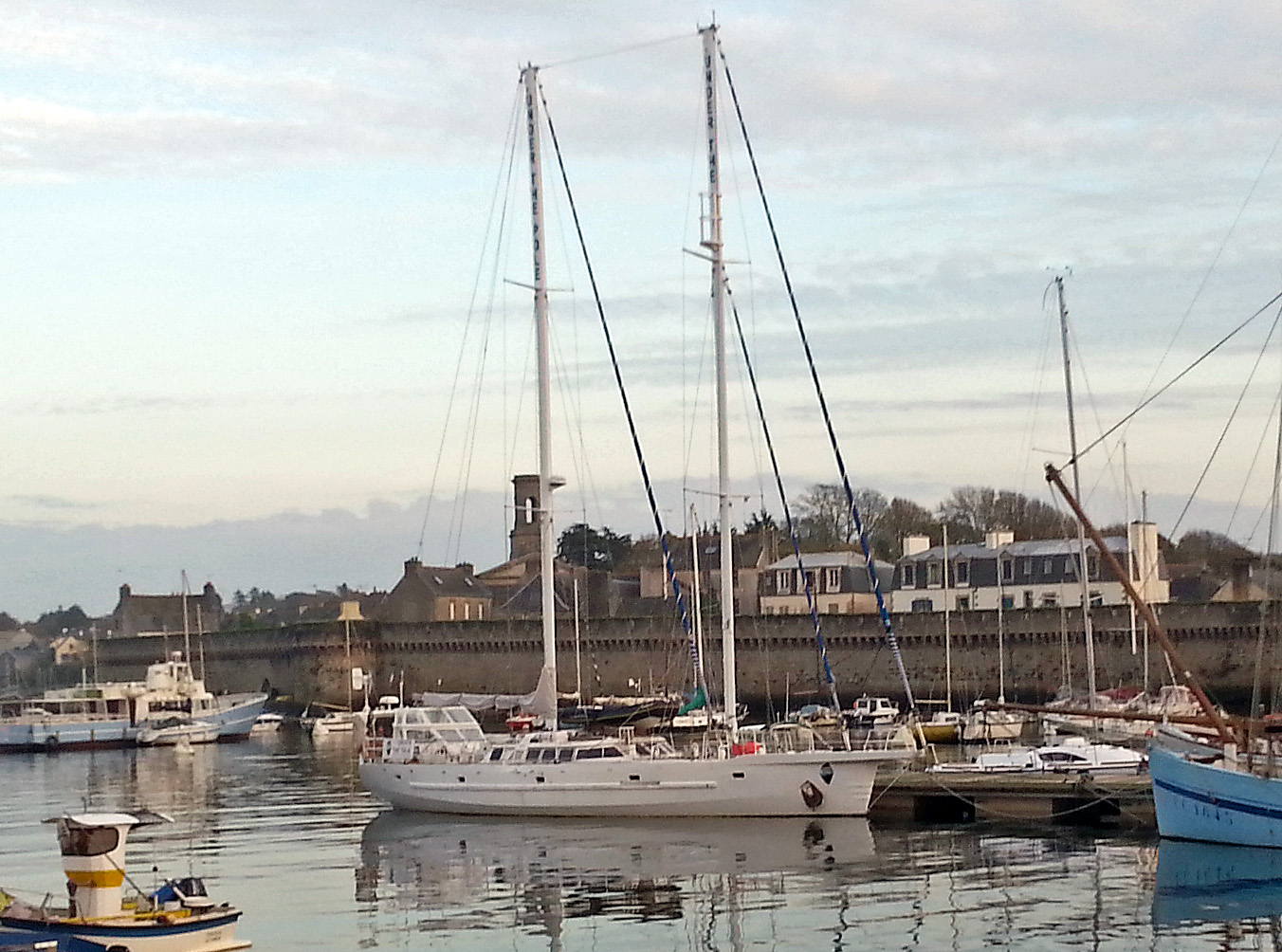
Le WHY dans le port de Concarneau en novembre 2015.

À la suite du succès de Deepsea Under The Pole, le couple Bardout démarre une nouvelle aventure. Après trois ans de préparation, ils quittent Concarneau à bord du voilier WHY en janvier 2014 pour dix-huit mois d’exploration au Groenland.
Plus de trente équipiers vont se relayer au fil des mois à bord du WHY. Scientifiques, plongeurs, marins, médecins, cadreurs et photographes ont l’opportunité rare de côtoyer le milieu polaire entre le sud et le nord du Groenland, en passant par Ellesmere au Canada. L’expédition fait demi-tour à 80°N, bloquée par la glace à 1 000 km du pôle nord géographique. Le voilier hivernera ensuite dans les glaces de la baie d’Uummannaq, en face du village d’Ikerasak.
Les 400 plongées de l’expédition sont réalisées dans les fjords, en lisière de côte, sous les icebergs géants et la banquise. Les plongeurs en recycleurs ont effectué des plongées jusqu’à 80 mètres de profondeur sur les icebergs géants de la baie de Disko et ont franchi à plusieurs reprises la barre des 100 mètres dans la baie de Qaanaaq. Dans une eau comprise entre -1,8 et +1 °C, ils restent en moyenne deux heures et réalisent de longs paliers de décompression (environ une heure). Ces plongées sont sans précédent dans cette partie du monde au climat extrême.
Un des faits marquants de l’expédition est la rencontre exceptionnelle avec le requin du Groenland en plongée dans la baie de Qaanaaq. C’est l’un des plus gros poissons de la planète, le plus gros poisson de l’Arctique. Il vit entre 200 et 2 000 mètres et ne remonte que très rarement dans les faibles profondeurs. Ce type d’observation (effectuée en dehors de tout contexte de pêche) est seulement la deuxième dans le monde après celle effectuée dans le Saint-Laurent. Au Groenland, les plongeurs d’Under The Pole ont rencontré huit requins en quinze jours sur la même zone.
Des études sont menées tout au long de l’expédition à travers deux programmes scientifiques majeur : l’adaptation physiologique de l’homme en milieu polaire (en plongée) et les relations atmosphère, glace, océan. D’autres collaborations scientifiques sont réalisées sur les bivalves, le requin du Groenland ou le plancton.
L’expédition sera retracée par deux films de 52 minutes et un livre.

### Under The Pole III - DEEPHOPE (2017-2020)
La troisième expédition a pour but  d'étudier le milieu sous-marin entre la surface et 150 m de profondeur et de développer de nouvelles techniques de plongée, pour prolonger la durée des immersions humaines. La goélette polaire WHY va parcourir le monde, de l’Arctique à l’Antarctique, en passant par le Pacifique et l’Atlantique.
En octobre 2019, le couple de plongeurs Ghislain et Emmanuelle Bardout a réalisé plusieurs plongées en capsule d'observation, la plus longue ayant duré 72 heures d'immersion. Les opérations ont eu lieu en Polynésie entre les baies d'Opunohu et de Cook, à l'extérieur de la barrière de corail. La mission a fait l'objet d'un web-documentaire destiné au grand public ainsi que d'un documentaire On a dormi sous la mer réalisé par Vincent Perazio. Les données collectées durant les plongées seront utilisées pour produire des publications scientifiques.

## Under The Pole et l’Éducation nationale
Courant 2014 l’expédition est placée sous le haut-patronage du ministère de l’Éducation nationale, de l’enseignement supérieur et de la recherche. Cette distinction récompense tout le travail scientifique et éducatif fourni en amont ainsi que le partenariat avec l’académie de Rennes,.
Lors des deux expéditions, les membres de l’équipe répondent aux questions des élèves et réalisent des conférences par téléphone satellite. Tout au long de l’expédition Under The Pole – Discovery Greenland des vidéos éducatives et un journal de bord illustré raconté par Kayak, le chien de l’expédition, sont mis à disposition des élèves et des professeurs.

## Œuvres

### Film
On a marché sous le pôle
- Un film de Thierry Robert et Ghislain Bardout[25].
- Auteurs : Ghislain Bardout, Vincent Berthet, Emmanuelle Périé-Bardout et Thierry Robert ;
- Production : Docside et Base Océans ;
- Genre : Documentaire ;
- Durée : 52 min.

Récompenses
- Festival Écran de l’Aventure de Dijon 2010, Grand Prix – Toison d’or, Prix des jeunes, Prix spécial au chien Kayak
- Festival du Film d’Aventure de La Rochelle 2010, Grand Prix
- Festival International du Film Sous-Marin de Belgrade 2010, Grand Prix
- Festival International du Film de Montagne d’Autrans 2010, Prix du National Geographic
- Festival Aventure et Découverte de Val d’Isère 2011, Prix Alain Estève
- Festival International du Film Polaire de Paris 2011, Grand Prix – Glaçon d’Or
- Festival du Film d’Aventure de Chartres de Bretagne 2011, Grand Prix
- Festival Méditerranéa d’Antibes 2011, Prix de l’extrême
- Festival d’Aventure de Strasbourg 2011, Prix de l’Aventure
- Festival International du Film Maritime, d’Exploration et d’Environnement de Toulon 2011, Prix du film d’exploration
- Festival International du Film de Montagne d’Autrans 2009, Meilleur Projet de Film
- Festival du film maritime d’Hendaye 2012, Prix France 3 Aquitaine / Ville d’Hendaye

Sélection :
- Finalist Blue Ocean Film Festival 2012
- Finalist Banff Film Festival 2011
- Festival du film d’aventure de La Réunion 2011

### Livres
"On a marché sous le pôle"
- Auteurs : Ghislain Bardout, Emmanuelle Périé-Bardout [15] ;
- Photographe : Benoît Poyelle ;
- Préface : Jean-Louis Étienne ;
- Édition : Le Chêne (256 pages).

"Immersion Polaire"
- Auteurs : Ghislain Bardout, Emmanuelle Périé-Bardout ;
- Photographe : Lucas Santucci ;
- Préface : Roland Jourdain ;
- Édition : Ulmer (216 pages)[26].

## Équipe des expéditions

### Deepsea Under The Pole
Toutes les personnes suivantes ont participé à l'expédition :
- Ghislain Bardout - Chef d'expédition, Caméraman sous-marin
- Emmanuelle Périé-Bardout - Chargée de communication, Responsable de kayak, Plongeuse
- Samuel Audrain - Mécanicien, Plongeur
- Benoît Poyelle - Photographe, Plongeur
- Alban Michon - Plongeur
- Vincent Berthet - Caméraman Terrestre
- Clément Infante - Alpiniste
- Pascal Rey - Infirmier urgentiste
- Valentine Ribadeau Dumas - Logisticienne à Resolute Bay
- Kayak - Siberian husky

### Under The Pole - Discovery Greenland
Toutes les personnes suivantes ont participé à l'expédition entre une semaine et 18 mois : 
- Ghislain Bardout - Chef d’expédition, Caméraman sous marin
- Emmanuelle Périé Bardout - Co-auteur de l’expédition, Plongeuse
- Robin Bardout
- Roland Jourdain - Skipper, Parrain de l’expédition
- Romain Pete - Coordinateur scientifique, Plongeur
- Lucas Santucci - Assistant organisation, Photographe, Plongeur
- Sylvain Pujolle - Plongeur, Mécanicien
- Victor Rault - Caméraman, Co-réalisateur de la web serie
- Priscila de Alba - Intendante, Assistant scientifique
- Daniel Cron - Mécanicien, Plongeur
- Anthony Savary - Skipper, Plongeur
- Martin Mellet - Plongeur, Photographe
- Sylvain Thibaudeau - Navigateur, Alpiniste
- Patrick Lafforgue - Médecin, Plongeur
- Alexis Blanc - Caméraman, Co-réalisateur de la web serie
- Véronique Mérour - Médecin, Plongeuse
- Edith Von Gallera - Peintre
- Pierre Samuel - Mécanicien
- Yann Lebreton - Polyvalent, Plongeur
- Loïc Caudan - Mécanicien
- Pierre Grossmann - Navigateur
- Julien Hugon - Scientifique
- Martin Plus - Plongeur
- Jean Gabriel Leynaud - Réalisateur
- Guillaume Marion - Pilote de drone
- Hugues Geraud - Stagiaire explorer
- Emmanuel De Lipkowski - Partenaire, Plongeur
- Dominique Santucci - Stagiaire explorer
- Pascal Drouan - Stagiaire explorer
- Bertrand Fournier - Stagiaire explorer
- Aymeric Poujol - Partenaire
- Stephane Sapolin - Partenaire
- Sebastien Pichon - Partenaire
- Gaspard Poujol - Jeune explorer